# Samsonite (minerale)
La samsonite è un minerale e che si trova in notevole quantità in Germania nel territorio dell'Harz.